# Lepthyphantes bidentatus
Lepthyphantes bidentatus este o specie de păianjeni din genul Lepthyphantes, familia Linyphiidae, descrisă de Gustavo Hormiga și Ribera, 1990.
Este endemică în Spania. Conform Catalogue of Life specia Lepthyphantes bidentatus nu are subspecii cunoscute.